# Орел Артем Софронович
Артем Софронович Орел (англ. Artem Orel; нар.2 листопада 1897 — пом.19 липня 1972) — український мовознавець, видавець, перекладач, журналіст і поліграфіст. За радянських часів працював у різних часописах Харкова, за нацистської окупації — в друкарні газети «Нова Україна». Проживаючи в США, його великим подвигом було укласти і видрукувати тритомний словник чужоземних слів.

## Біографія
Народився Артем Орел 2 листопада 1897 р. у селі Саксагані на Катеринославщині. Закінчив початкову школу, а потім учительську семінарію і в ранзі сотника армії Української Народної Республіки брав участь у Визвольних змаганнях. Потім під постійною загрозою арешту вчителював на селі.
Переїхавши до Харкова, тодішньої столиці підсовєтської України, закінчив університет і працював літературним редактором у педагогічному видавництві. Уклав граматику для українських початкових шкіл — і це спричинилося до його звільнення з видавництва, бо совєтські рецензенти знайшли в тій граматиці «націоналістичні тенденції».
Не мавши постійної праці, Артем Орел вивчив досконало німецьку мову і був допущений до викладання її в середній школі. Переклав з німецької мови підручники хімії та математики.
У 1938 році Артем Орел був заарештований, і не знати, як склалася б його дальша доля, якби не усунення Єжова, після чого значну частину арештованих випущено з в'язниць.
Після окупації України німцями він продовжував у харківській газеті «Нова Україна» працю літературного редактора, а з наближенням більшовицького фронту залишив рідні землі і в Німеччині працював в українських газетах. Не мав часу закінчити перекладу «Фауста» Ґете і монументальної оригінальної праці «Соціологія». Видав у власному перекладі «Дванадцять казок Андерсена» і уклав короткий правописний словничок.
З переїздом до Америки працював якийсь час робітником на фабриці, а потім із своєю дружиною Ганною заклав друкарню, яка забезпечувала їм мінімальні засоби для існування.
Був членом Об'єднання Українських Письменників «Слово» і членом Української Вільної Академії Наук у США і її фундації. Член УНС Відд. 204 Т-ва о. Гончаренка в Нью-Йорку (від 1955), секретар Літературно-допомогового Фонду ОУП «Слово» (об'єднання українських письменників в еміграції). Суворі обставини життя і слабке здоров'я не дали йому здійснити намічених планів, і на це нарікає він у своєму «Щоденнику».
Артем Орел помер 19 липня 1972 р. у місті Перт Амбой, штаті Нью-Джерсі, похований на українському православному цвинтарі у Бавнд Бруку.

## Словник чужомовних слів
Тритомний Словник чужомовних слів (1963–1966) протягом десяти років не знаходив видавця, і тому його автор придбав маленьку друкарню і сам склав та видав свою працю своїм зусиллям і коштом.

## Творчість
- Словник чужомовних слів. ред. Артем Орел. — Нью-Йорк:
  - Частина I (А-К) 1963
  - Частина II (Л-С) 1964
  - Частина III (Т-Я) 1966
- Артем Орел. Їжак Миротворець: Казка.
  - Видання перше. Авґсбурґ, 1946. 39 с., ілюстр.
  - Видання друге. Нью-Йорк : В-во А. Білоуса, 1953. 39 с., ілюстр.
- Правописний словник. ред. Артем Орел. — Авґсбурґ : б. в., 1946. — 264, 7 с.
- Артем Орел. Автор слів пісні "Мамині руки"

## Видавництво
- Слобожанин Іван. У політичному тумані: З нагоди сорокаліття нашої новітньої державности. В-во A. Orel, 363 Grove Str., Perth Amboy, N.J., USA. 1957, 81 ст.
- Буряківець Юрій. Нездоланні. В-во A. Orel, 363 Grove Str., Perth Amboy, N.J., USA. 1958.
- Гірняк Никифор. Останній Акт трагедії Української Галицької Армії (Спогади учасника подій за час від половини грудня 1919 до половини вересня 1920). Видання Укр. Військово-Історичного Інституту в США. В-во A. Orel, 363 Grove Str., Perth Amboy, N.J., USA. 1959